# Dicoria calliptera
Dicoria calliptera là một loài thực vật có hoa trong họ Cúc. Loài này được Rose & Standl. mô tả khoa học đầu tiên năm 1912.